# إدغارس جيرومانوفس
إدغارس جيرومانوفس (باللاتفية: Edgars Jeromanovs)‏ مواليد 18 أبريل 1986 في سالدوس، لاتفيا، هو لاعب كرة سلة لاتفي. بدأ مسيرته الاحترافية في سنة 2002. يلعب في دوري لاتفيا لكرة السلة كلاعب هجوم خلفي. يحمل الرقم 9. من الفرق التي لعب لها نادي فينتسبيلس لكرة السلة.

## روابط خارجية
- إدغارس جيرومانوفس على موقع الاتحاد الدولي لكرة السلة (الإنجليزية)
- إدغارس جيرومانوفس على موقع كرة السلة الأوروبية.كوم (الإنجليزية)
- إدغارس جيرومانوفس على موقع DraftExpress.com (الإنجليزية)
- إدغارس جيرومانوفس على موقع ريلجم (الإنجليزية)
- إدغارس جيرومانوفس على موقع بروبوليرز (الإنجليزية)